# 마지막 연인 (드라마)
《마지막 연인》은 1994년 10월 31일부터 1994년 11월 29일까지 방송된 MBC 월화 드라마이다. 줄거리 전개의 당위성 때문에 무리가 있다는 지적을 받았고 결국 기대 이하의 성적을 거두었다. 영규 역을 맡은 최수종은 이 작품 이후 KBS에서만 활동하다가, 1997년 MBC 월화 드라마 《불꽃놀이》로 복귀하였다.

## 제작진
- 원작 : 박범신
- 기획 : 최종수
- 제작 : 이진석
- 극본 : 김정희
- 연출 : 소원영
- 음악 : 오진우

## 등장 인물
- 최수종: 최영규 역
- 최민식: 최진규 역
- 김지수: 김주희 역
- 이승연: 이미순 역
- 박근형
- 김자옥
- 정명환
- 문회원
- 강석현
- 장동건
- 이현경
- 이민영
- 최미향
- 안재욱
- 윤용현
- 김윤정
- 김수현
- 최우혁
- 노희지